# Mycale koreana
Mycale koreana är en svampdjursart som beskrevs av Thomas Robertson Sim 1982. Mycale koreana ingår i släktet Mycale och familjen Mycalidae.
Artens utbredningsområde är havet utanför Sydkorea. Inga underarter finns listade i Catalogue of Life.